# Dayane Mello
Dayane Cristina Mello (Joinville, 27 de febrero de 1989) es una modelo y personalidad televisiva brasileña naturalizada italiana.

## Biografía

### Modelo
Nacida en Joinville en el Estado de Santa Catarina, Brasil, comenzó su carrera como modelo a los dieciséis años después de ser descubierta por un cazatalentos. Luego se mudó a Chile a los diecisiete años, luego de ganar un concurso de belleza, para trabajar en una pequeña agencia de moda; gracias a este trabajo se convirtió rápidamente en una de las modelos más cotizadas de América Latina.
Estaba bajo contrato con la agencia Elite Model Management. Protagonista de varias portadas y sesiones de fotos, en 2011 prestó su imagen para una editorial de la revista Sportweek realizada en Islas Vírgenes para la edición de coleccionista dedicada a trajes de baño. Seleccionado para las campañas publicitarias de reconocidas marcas internacionales como L'Oréal y Breil, Mello también ha trabajado para Yamamay, Intimissimi, Pollini, Angelo Marani y Colmar. También ha participado en algunos videos musicales lanzados por los raperos will.i.am y Emis Killa.
En 2015 posó para el sexy calendario de la revista For Men, que se distribuyó con la edición de noviembre del año anterior.  En 2016, es una de las modelos de Guess?. En el mismo año desfiló durante el Festival de Cine de Venecia, causando sensación mediática debido a la raja del vestido y la aparente ausencia de ropa interior.
En junio de 2021, Mello también lanzó al mercado DAY Dayane And You, una línea de productos para el cuerpo inspirada en varias ciudades del mundo a las que está vinculada.

### Personalidad de televisión
Bajo contrato con la agencia Benegas Management, en otoño de 2014 debutó oficialmente en la televisión italiana participando como concursante en la décima edición de Ballando con le stelle, retransmitida por Rai 1, junto al bailarín Samuel Peron; la pareja ocupó el sexto lugar en las semifinales. En otoño de 2015, Mello participó, junto con el alpinista Stefano Degiorgis, en la primera edición del reality show Rai 2 Monte Bianco - Sfida verticale; llegó a la semifinal obteniendo el cuarto lugar.
También participó en la duodécima edición del reality de Canale 5 L'isola dei famosi emitido en invierno de 2017. Participó, formando la pareja Le Top junto con la modelo Ema Kovač, en la octava edición del reality show Rai 2 Pechino Express emitido a principios de 2020, quedando en tercer lugar.
Desde el 14 de septiembre de 2020 hasta el 1 de marzo de 2021, fue concursante de la quinta edición de Grande Fratello VIP, organizada por Alfonso Signorini, donde terminó en cuarto lugar. Del 14 de septiembre de 2021 al 3 de diciembre de 2021 participó del reality show A Fazenda 13, transmitido en Brasil por RecordTV, programa en el que quedó en el décimo lugar.
Del 15 de marzo al 3 de mayo de 2022, junto a Andrea Dianetti, conduce Pupa Party, una web-serie vinculada a La pupa e il secchione emitida en la plataforma Mediaset Infinity.

## Vida personal
De 2008 a 2012 mantuvo una relación con el extenista chileno Nicolás Massú.
Mello luego estuvo vinculado sentimentalmente de 2013 a 2017 con el modelo italiano Stefano Sala; la pareja tuvo una hija llamada Sofía en 2014.
De 2017 a 2019 mantuvo una relación con Carlo Gussalli Beretta, heredero de la familia Beretta.
En febrero de 2021, mientras participaba en Grande Fratello VIP como concursante, recibió la noticia de la muerte de su hermano Lucas, ocurrida en un accidente automovilístico en Brasil; sin embargo, Mello ha decidido permanecer en el juego.

## Disputas
En septiembre de 2021, durante la participación de Mello en el reality show A Fazenda 13, se viralizaron unos videos suyos en los que presuntamente recibe, en estado de ebriedad y casi inconsciente, acoso por parte de otro competidor, el cantante Nego do Borel, luego descalificado del programa.

## Programas de televisión
| Año       | Título                                 | Cadeña   | Role         |
| --------- | -------------------------------------- | -------- | ------------ |
| 2014      | Ballando con le stelle 10              | Rai 1    | Concursante  |
| 2015      | Monte Bianco - Sfida verticale         | Rai 2    | Concursante  |
| 2017      | L'isola dei famosi 12                  | Canale 5 | Concursante  |
| 2020      | Pechino Express 8                      | Rai 2    | Concursante  |
| 2020–2021 | Grande Fratello VIP 5                  | Canale 5 | Concursante  |
| 2021      | A Fazenda 13                           | RecordTV | Concursante  |
| 2022      | Miss Teenager Original 2022            | Odeon TV | Coconductora |
| 2022      | Alessandro Borghese - Celebrity Chef 1 | TV8      | Concursante  |

## Web TV
| Año  | Título     | Plataforma        | Role       |
| ---- | ---------- | ----------------- | ---------- |
| 2022 | Pupa Party | Mediaset Infinity | Conductora |

## Otras actividades

### Calendarios
| Año  | Título  |
| ---- | ------- |
| 2014 | For Men |

### Campañas publicitarias
| Año  | Título         |
| ---- | -------------- |
| 2011 | Breil          |
| 2013 | Pollini        |
| 2015 | Impero Couture |
| 2016 | Yamamay        |

### Video musical
| Año  | Título                                        | Artista    |
| ---- | --------------------------------------------- | ---------- |
| 2013 | I Wanna Trust in Santa (... a Christmas Tale) | The Crocs  |
| 2014 | Blocco Boyz                                   | Emis Killa |

## Premios y reconocimientos
Premios BreakTudo
| Año  | Categoría                       | Resultado | Notas         |
| ---- | ------------------------------- | --------- | ------------- |
| 2020 | Mejor estrella de telerrealidad | Nominada  | [ 24 ] [ 25 ] |